# Scolobates fennicus
Scolobates fennicus är en stekelart som beskrevs av Otto Schmiedeknecht 1912. Scolobates fennicus ingår i släktet Scolobates och familjen brokparasitsteklar. Arten är reproducerande i Sverige. Inga underarter finns listade i Catalogue of Life.